# G. Hannelius
Genevieve Knight Hannelius (Boston, Massachusetts, 1998. december 22. –) amerikai-svéd színész, énekesnő-dalíró, szakmai nevén G. Hannelius. Szerepelt a Disney csatornán futó Az eb és a web című sorozatban, mint Avery Jennings. Ezt megelőzően több Disney sorozatban is szerepelt.

## Gyermekkora
Hannelius Bostonban született. Apja svéd származású. 3 évesen Yarmouth-ba, majd 9 éves korában Los Angelesbe költözött családjával. A Los Angeles-i székhelyű Fiatal Színész Stúdió volt diákja. 2017 májusában érettségizett a Sierra Canyon Középiskolában.

## Pályafutása
Első szerepe a Surviving Suburbia című sorozatban volt. Szerepelt a Sonny, a sztárjelölt című sorozatban. Hannah Montana című sorozatban is szerepelt. Sok sikert, Charlie! című sorozatban is szerepelt. 2010-ben szerepelt a Szellemes kölykök című filmben. 2012 és 2015 között Az eb és a web című sorozatban szerepelt. 2017-ben szerepelt a Szar van a palacsintában című sorozatban

## Diszkográfia
- 2011 – "Staying Up All Night"
- 2011 – "Two In a Billion"
- 2011 – "Just Watch Me"
- 2012 – "Sun In My Hand"
- 2012 – "Paper Cut"
- 2014 – "Moonlight"
- 2014 – "Stay Away"
- 2014 – "Friends Do" (From Dog With A Blog)
- 2014 – "4:45"
- 2016 – "Lighthouse"

## Filmográfia

### Film
| Év   | Magyar cím                           | Eredeti cím                  | Szerep          | Magyar hang   |
| ---- | ------------------------------------ | ---------------------------- | --------------- | ------------- |
| 2023 |                                      | Sid is Dead                  | Tiff            |               |
| 2022 | Álom két keréken                     | Along for the Ride           | Leah            | Hermann Lilla |
| 2020 |                                      | Sid is Dead                  | Tiff            |               |
| 2013 | Szuperebek                           | Super Buddies                | Rosebud (hang)  |               |
| 2012 | Karácsonyi kutyabalhé 2. – A kölykök | Santa Paws 2: The Santa Pups | Jótékony (hang) | Hermann Lilla |
| 2012 | Kincskereső kölykök                  | Treasure Buddies             | Rosebud (hang)  |               |
| 2011 | Szellemes kölykök                    | Spooky Buddies               | Rosebud (hang)  |               |
| 2010 | Karácsonyi kutyabalhé                | The Search for Santa Paws    | Janie           |               |
| 2010 | Bátyám, a főcserkészlány             | Den Brother                  | Emily Pearson   |               |
| 2009 |                                      | Black & Blue                 | Zoe             |               |

### Televízió
| Év        | Magyar cím (Eredeti cím)                         | Szerep             | Megjegyzés                              |
| --------- | ------------------------------------------------ | ------------------ | --------------------------------------- |
| 2019      | (Timeline)                                       | Marti              | főszereplő                              |
| 2017      | Szar van a palacsintában (American Vandal)       | Christa Carlyle    | 7 epizód                                |
| 2016      | Gyökerek (Roots)                                 | Missy Waller       | epizódszerep                            |
| 2014-2015 | Wander, a galaktikus vándor (Wander Over Yonder) | Little Bits (hang) | 2 epizód                                |
| 2014      | Szófia hercegnő (Sofia the First)                | Lady Joy (hang)    | epizódszerep magyar hangja Lamboni Anna |
| 2014      | Jessie (Jessie)                                  | Mackenzie          | epizódszerep                            |
| 2013      | Pecatanya (Fish Hooks)                           | Amanda (hang)      | epizódszerep                            |
| 2012-2015 | Az eb és a web (Dog with a Blog)                 | Avery Jennings     | főszereplő magyar hangja Pekár Adrienn  |
| 2011      | (Love Bites)                                     | Maddy Tinnelli     | epizódszerep                            |
| 2011      | Benne vagyok a bandában (I'm in the Band)        | Ms. Dempsey        | epizódszerep magyar hangja Károlyi Lili |
| 2010-2011 | Sok sikert, Charlie! (Good Luck Charlie)         | Jo Keener          | mellékszereplő                          |
| 2009-2010 | Sonny, a sztárjelölt (Sonny with a Chance)       | Dakota Condor      | mellékszereplő                          |
| 2009      | (Rita Rocks)                                     | Brianna Boone      | epizódszerep                            |
| 2009      | Hannah Montana (Hannah Montana)                  | Tiffany            | epizódszerep                            |
| 2009      | (Surviving Suburbia)                             | Courtney Patterson | főszereplő                              |